# Marylène
Marylène ist ein weiblicher französischer Vorname. 

## Namensträgerinnen
- Marylène Dosse (* 1939), französisch-amerikanische Pianistin
- Marylène Lieber Gabbiani (* 1971), französisch-schweizerische Soziologin mit Schwerpunkten in Geschlechtertheorie und -forschung
- Marylène Patou-Mathis (* 1955), französische Urgeschichtlerin